# Noguera Ribagorzana
El Noguera Ribagorzana (en catalán: Noguera Ribagorçana) es un río español afluente del río Segre por la margen izquierda de la cuenca del río Ebro. Nace en los Lagos de Mulleres en el valle de Mulleres a 2.750 metros de altura, en la vertiente S de la divisoria formada por el macizo de Maladeta - Aneto - Salenques - Gerbosa - Puerto de Viella - Rius. Desemboca en el Segre, en el término municipal de Corbins (en la comarca del Segriá, en la provincia de Lérida). Durante 100 de los 130 kilómetros de su curso forma la línea divisoria entre Cataluña y Aragón.
El principal uso de sus aguas es el hidroeléctrico, ya que debido a la orografía de la zona, es muy difícil utilizar sus aguas para la agricultura, salvo en el tramo final, cercano a su desembocadura.
Recibe su nombre del antiguo Condado de Ribagorza, hoy dividido entre las comarcas de Alta Ribagorza (Cataluña) y Ribagorza (Aragón).

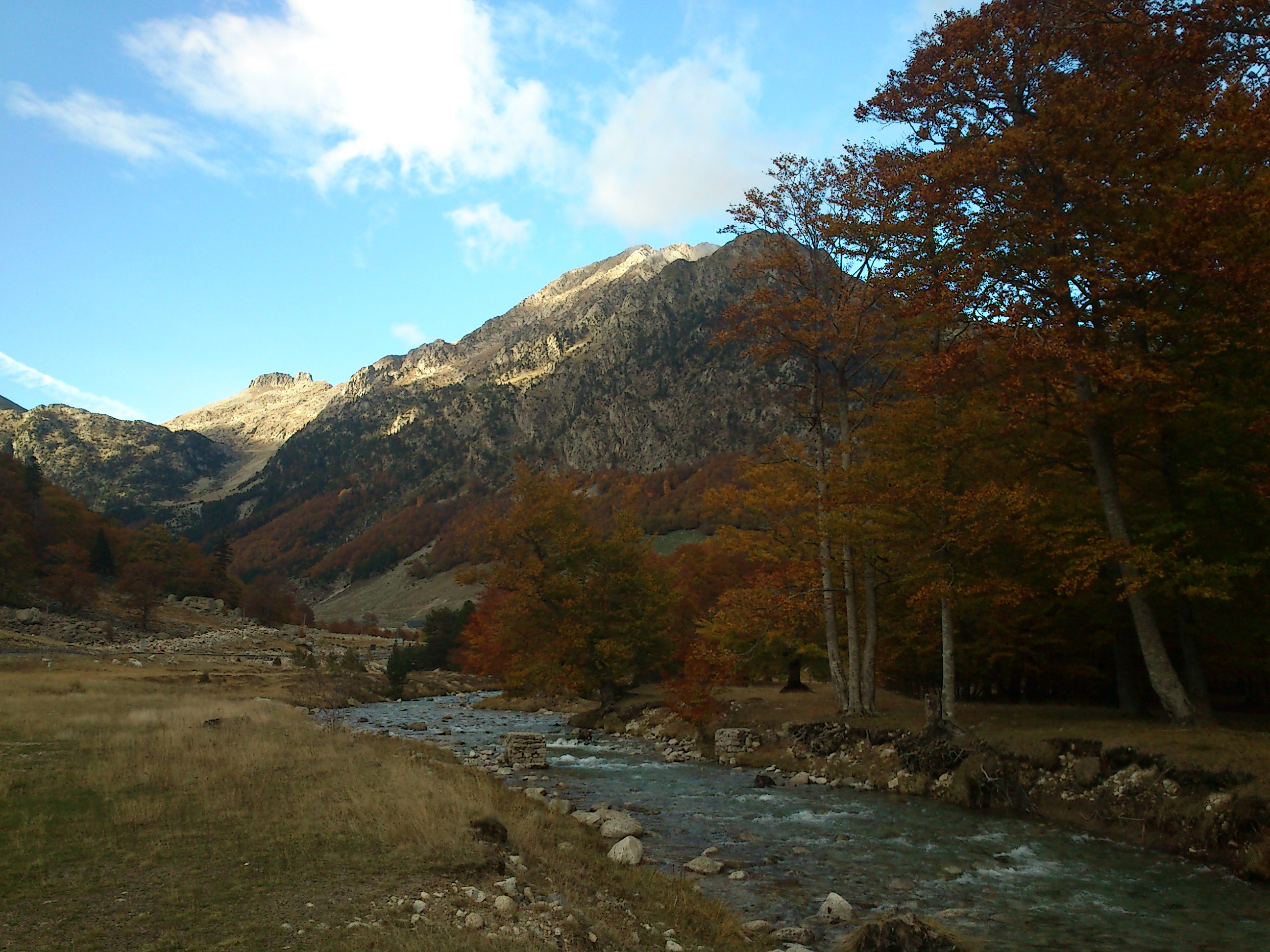
Cabecera del río Noguera Ribagorzana en el Valle de Arán